# Museu Internacional de Ceràmica de Faenza
El Museu Internacional de Ceràmica de Faenza (en italià: Museo internazionale delle ceramiche in Faenza o MIC) és un dels més importants museus d'art en el món de la ceràmica, està situat a Faenza, en la regió Emília-Romanya del nord d'Itàlia. La mencionada població és cèlebre per les seves ceràmiques de pisa fina, que van començar a fabricar-se a la ciutat durant el segle xii.
A les sales d'exposició es recullen les obres de tallers de ceràmica italiana des de l'edat mitjana fins al segle xviii; de l'antic Pròxim Orient; l'àrea del Mediterrani durant el període hel·lenístic; la ceràmica precolombina i la islàmica. Una gran part està dedicada a la ceràmica moderna i contemporània.
Des de 1963 el museu organitza, cada dos anys, un concurs internacional de ceràmica artística, el que li ha permès ampliar la seva col·lecció amb obres de tot el món.
A partir del 2011, el museu compta amb el reconeixement de «Monument testimonial d'una cultura de pau», atorgat per la UNESCO.

## Història

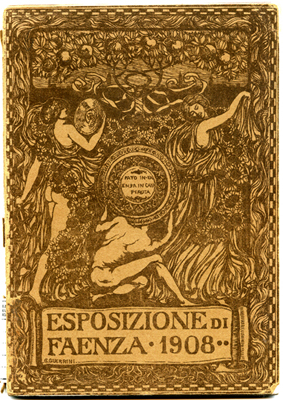
Coberta del catàleg de l'Exposició de Faenza del 1908.

El seu origen és degut a l'Exposició Internacional de Faenza de 1908 dedicada al tercer centenari del naixement d'Evangelista Torricelli. Un barri sencer de la ciutat es va equipar per al prestigiós esdeveniment, que va fer confluir a Faenza als artistes més prestigiosos en el camp de les arts aplicades. Va ser un èxit de Gaetano Ballardini, promotor de la manifestació i creador del nou museu de ceràmica, va ser capaç de recollir els fruits i començar a instal·lar a les sales de l'antic convent de San Maglorio una primera col·lecció de ceràmica. Va sensibilitzar col·leccionistes privats i organismes públics per obtenir, d'uns i d'altres, donacions i reconeixements institucionals. L'escriptor Primo Levi va ser un dels que es va mostrar a favor.
Gaetano Ballardini no només va augmentar i va diversificar per al seu museu l'antiga ceràmica tipològica italiana i estrangera, sinó que es va interessar des del començament a establir relacions sòlides amb les escoles de formació tècnica i artística, proporcionant un fons de valors amb aquestes, que implementaven la producció artesanal i industrial. Fill del territori que havia donat honor a l'art de la ceràmica, volia ser testimoni de la transmissió d'aquesta ancestral vocació a les generacions futures. Va ser un promotor d'exposicions nacionals i internacionals, va donar vida a la revista especialitzada Faenza el 1913. L'any 2012 s'ha tornat a editar la seva publicació.

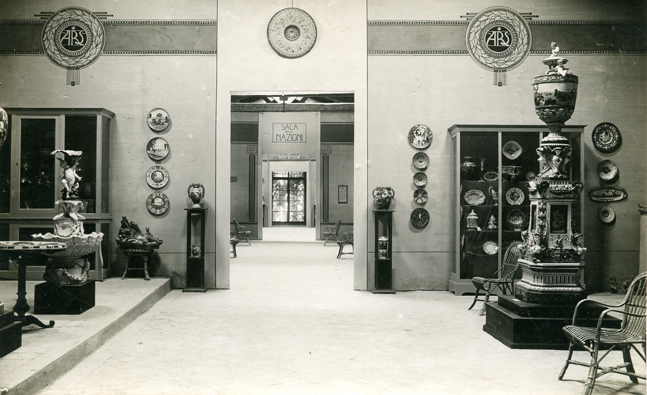
Sala d'exposició el 1920.

Per tant, la identitat del museu es reconeix a l'Escola de Ceràmica, ara «Institut Nacional de la Ceràmica d'Art G. Ballardini», en la recuperació científica d'antigues tècniques de la ceràmica i en la posterior promoció i venda de productes ceràmics de l'època. Únic en el seu gènere, el Museu de Faenza va anar adquirint creixent prestigi a nivell internacional i el 1926 comprenia, a més a més de les col·leccions antigues, una secció dedicada a obres cèlebres de fàbriques de ceràmica europees i dels terrissaires més qualificats contemporanis.
Durant la Segona Guerra Mundial el museu va resultar molt danyat, particularment desastrós va ser el bombardeig del 13 de maig de 1944 que va causar greus danys a les estructures de l'edifici. Malgrat la seva edat, Ballardini, es va posar a treballar per a la recaptació de fons, sensibilitzant al món de l'art i les institucions per aconseguir, obrir novament el 1949, les primeres sales d'exposicions amb donacions de grans artistes com Pablo Picasso, Fernand Léger, Henri Matisse i Marc Chagall. Després de la guerra es van iniciar les donacions de col·leccions privades que van integrar al museu un important patrimoni: Merenghi, Benini, Ugolini, Rusconi, fins a la més recent de Cora, Fanfani i Cantagalli. El museu compta amb un corpus de més de 40 000 peces de ceràmica.

## Exposició
L'exposició permanent del museu es desenvolupa a través de dues rutes, que separen la secció de ceràmica antiga, que està situada en l'espai renovellat del quadrilàter antic conventual, de la pertanyent al segle xx, situada a la nova ala construïda a la fi del segle passat. Amb aquesta elecció el museu ha volgut destacar la fructífera relació entre les característiques dels diferents estils i el «saber fer» de la ceràmica a través dels segles fins avui en dia.

## Ceràmica a Itàlia de l'edat mitjana el 1800

### L'Edat Mitjana a Faenza

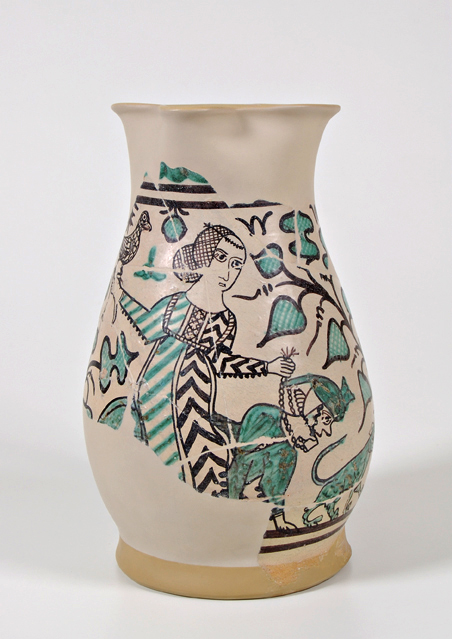
Gerra medieval amb la representació del mite d'Aristòtil cavalcat per Fil·lis.

Les primeres obres de ceràmica faentina daten dels primers anys del segle xi. Els terrissaires van ser capaços de treure'n profit de la terra local, per a l'elaboració de productes principalment per a ús domèstic i a l'execució de formes i decoracions, van emular amb originalitat la cultura llombarda de Venècia i la veïna Toscana. Faenza es trobava, en l'alta edat mitjana, en una zona travessada per un intens tràfic, procedent de la calçada romana Via Emília, una de les artèries transapenines que des de la Toscana conduïa al nord de la península.
Per a la majòlica, després de la primera cocció en bescuit es podia aplicar l'esmalt i decorar amb un pinzell, per als productes manufacturats denominats en italià «sgrafitto» (esgrafiat), a la peça encara crua es recobria amb engalba i podia ser ratllada amb una punta per ser cuit, a continuació decorat i finalment, cobert amb un esmalt de vernís vítric transparent. Per als motius de la decoració s'utilitzava el repertori ja existent a les arts menors de l'època: els teixits, miniatures i orfebreria, així com en el bestiari medieval amb els seus animals fitomorfs i fantàstics i els temes heràldics dissenyats per a les diverses famílies que han marcat la història d'aquest període de Faenza, com els Manfredi senyors de Faenza de 1313 a 1505.
A la fi del segle xiv, hi va haver una recuperació on es van prendre els temes clàssics llegendaris. Com a testimoni hi ha el exemple en una gerra amb la decoració d'«Aristòtil cavalcat per Fil·lis», amb una reminiscència difusa durant aquesta època de la supremacia de la dona sobre l'home.
És l'estil arcaic és el que va emprar -l'anomenada «família verda» per ésser el color dominant en la seva decoració -, l'imaginari medieval fantàstic fins al començament del segle xv.

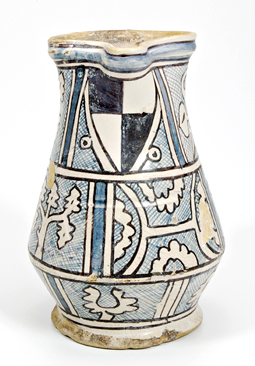
Gerra medieval amb emblema de la família Manfredi. Faenza, últim quart del segle xiv.
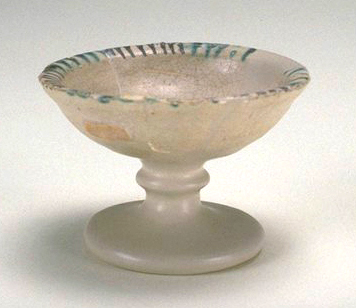
Copa medieval pintada en verd coure. Faenza, últim quart del segle xiv.
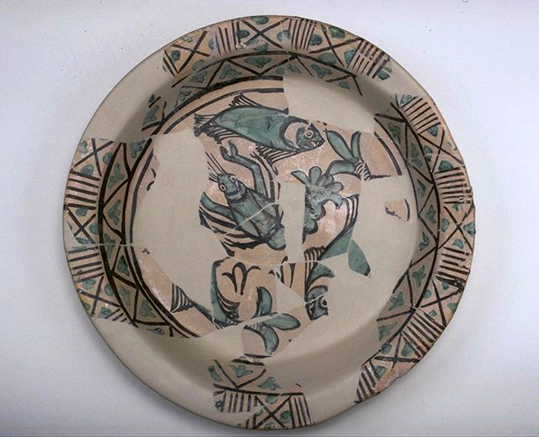
Bol pintat amb motius geomètrics i animalístics. Faenza, segle xiv.
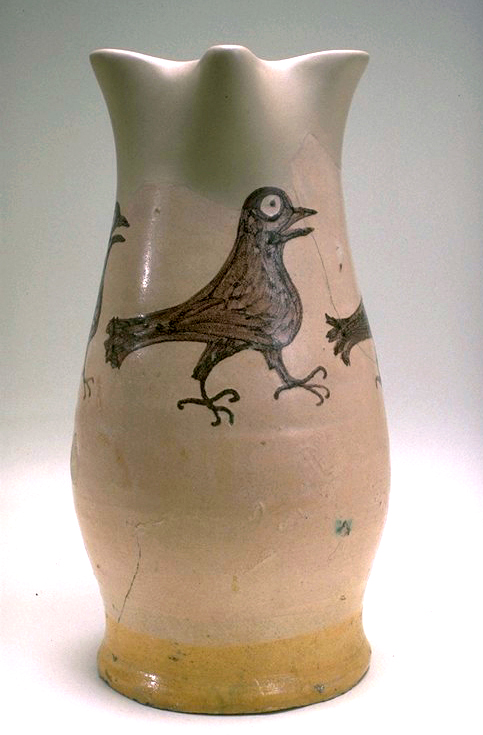
Gerra decorada amb la pintura d'un ocell. Faenza, segle xiv.

#### El Quattrocento

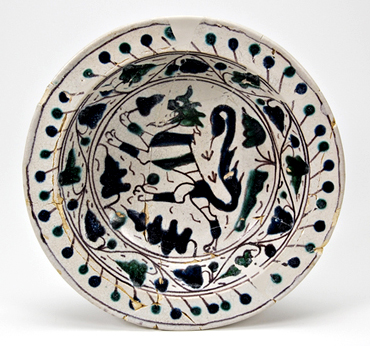
Plat amb la representació d'un Lleó rampant realitzat en «safre» en relleu. Faenza, inici del.

A començaments del quattrocento, final del període arcaic, la ceràmica fina comença a distingir-se per l'adopció d'esmalts i l'ús de nous pigments per a colors.
La producció es caracteritza per la sèrie dels motius ornamentals, sense un excès de digressions estilístiques. En el que es defineix com estil sever es resumeix en dues etapes successives d'una sèrie de família decorativa principal.
A la primera, els mestres de Faenza van desenvolupar els temes d'estil arcaic inspirats en les decoracions de gust romà d'Orient, com en la sèrie del «zaffera» (safre), de l'àrab al-Safra= cobalt, en què assoleixen una rara perfecció executiva on sobre un plat blanc es troba l'esmalt cobalt (blau) intens aplicat amb gruix suficient per aconseguir relleu, dintre del disseny traçat amb negre de manganès. I per a la família «italo-morisca», s'assumeix la influència de la majòlica hispano-morisca provinent de l'illa de Mallorca. Una altra gran habilitat que es mostra a la família «italo-morisca», és quan, a través de la combinació de colors blau i groc -el cobalt es dilueix i s'atenua afegint-li el groc que acosta al citrí-, així s'imitarà un atractiu color daurat, amb els reflexos metàl·lics de la ceràmica daurada espanyola.
A la segona etapa, els temes preferits corresponen a elements típics de la cultura del gòtic florit o flamíger, els que pertany per excel·lència el motiu de la fulla «arrissada» i lletres majúscules amb caràcters també gòtics, es complementarà junt amb el desenvolupament d'estils decoratius provinents de la porcellana, introduïda a Europa al llarg de la ruta de la Seda, de les regions orientals i de la Xina. Es troben les sèries amb «ulls de la ploma de paó», la [palmeta persa» i la decoració «a la porcellana», preses de les primeres ceràmiques importades a occident durant el primer període de la dinastia Ming.

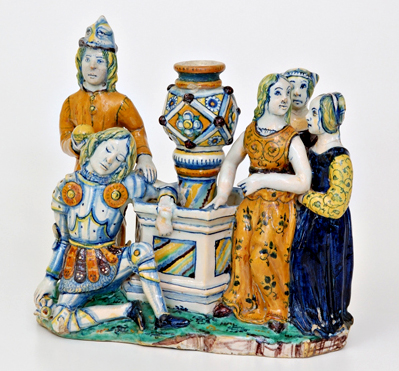
Tinter amb la representació del Judici de Paris. Faenza, finals del.

Al costat de la manufactura esmaltada s'aferma, fins a mitjan segle xv, la ceràmica esgrafiada i vidrada amb característiques d'estilitzades decoracions fito zoomorfes en bicromia verda coure i marró groguenc. A la segona meitat del segle xv, es consolida la producció de ceràmica esgrafiada i de majòlica pintada, amb temes simbòlics sensibles a processos neoplatònics, tant en el gènere amatori o en la representació del masculí i el femení amb delicada puresa formal.
Exemples d'això són la propagació de bols, rajoles, abellerols, copes, esgrafiats i vidrats o majòlica esmaltada, que estaven pintats amb el rostre de la persona estimada. Es passa per l'ús per consagrar matrimonis, d'aquí el nom d'aquestes ceràmiques «Gameli», i amb la que els esposos confirmaven, en beure de la mateixa copa, la comunió matrimonial. Un altre ús va ser la utilització d'aquests objectes per distribuir el confeti als invitats després de la cerimònia matrimonial.
Una altra interessant producció es distingeix a l'últim quart del segle xv. Són les petites obres escultòriques en majòlica policromada, realitzades en relleu o corpòries, de tema sagrat i profà, que es caracteritzen com alguna cosa màgica. Els temes estan inspirats a les obres monumentals del repertori dels mestres escultors de la vall del Po. Entre les representacions de tema profà la més generalitzada serà amb la forma de tinter com per exemple el Judici de Paris, amb els personatges clàssics disposats prop d'una font: Mercuri, Paris de Troia,  Venus, Juno i Minerva.

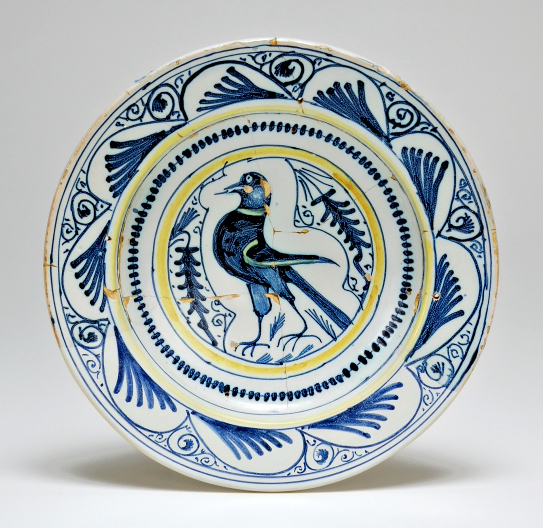
Plat amb au estilitzat. Família italo-morisca. Faenza, meitat del segle xv.
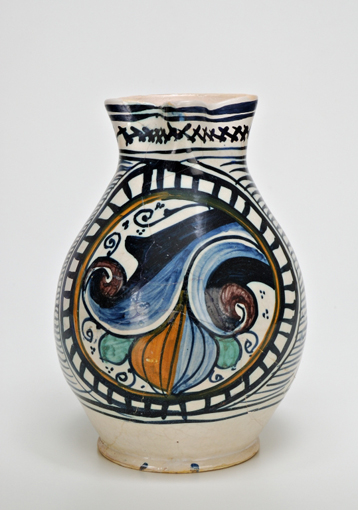
Gerra amb el motiu de la fulla «arrissada». Família gòtic florit. Faenza fi del segle xv.
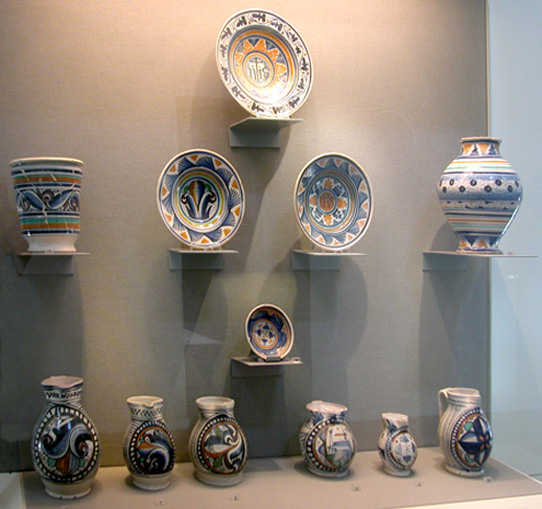
Vitrina amb obra de Faenza del segle xv.
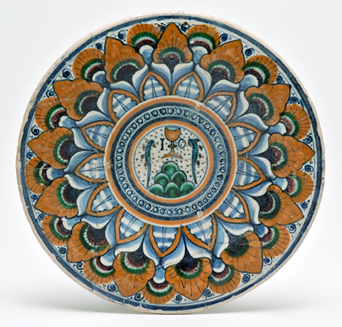
Plat amb decoració d'«ull de ploma de paó», en el centre emblema religiós de la família Manfredi. Faenza, final segle xv.

#### El Cinquecento

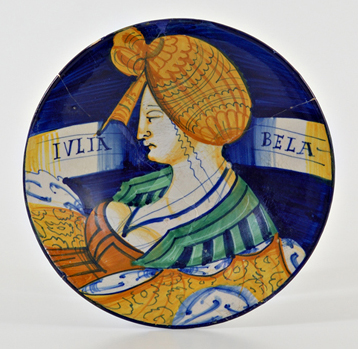
Plat amb la inscripció IULIA BELA.

Continua en tot el primer trimestre del segle xvi la producció de ceràmica decorada «a la porcellana», a les gerres, cànteres, plats, safates i albers amb nanses trenades que imitaven cordons, els colors eren esfumats en monocromia blava, amb tocs de taronja, vermell, verd i groc en cartel·les i en les representacions heràldiques.
A començaments d'aquest segle els tallers de Faenza obtenen una pròpia autonomia decorativa, al costat de l'alta qualitat tècnica, amb l'aparició dels adorns característics del Renaixement italià.
Es realitza, sobre la peça, representacions delicades de la figura humana, en tipologies de caràcter individual, dames, músics i figures al·legòriques a un tema específic, com va ser el fet comú a diverses fàbriques, de la zona central d'Itàlia, de les nomenades «belle done», pintades de colors brillants, amb generós escot, luxosa vestidura, barret, i acompanyades d'una cartel·la amb el nom de la persona representada unit a l'adjectiu «bela». La il·lustració d'aquest tema moltes vegades s'estén sobre tota la superfície del plat, sense desar cap línia de separació entre la part fonda i l'ala del plat.
A més a més, la recerca iconogràfica, en resposta a peticions de clients més exigents i cultes, indueix els mestres terrissaires de Faenza a expressar-se a través d'un virtuosisme decoratiu de singular bellesa. Aquest és el cas de la pintura de grotesc sobre els fons blaus, quan sobre la base de les restes de la Domus Aurea Neroniana nomenada «grotte» (cova), es va reafirmar a mitjan quattrocento, al disseny gràfic, la pintura i la ceràmica, el tema del grotesc, amb la seva imatgeria decorativa, entre delicats rams de fullaraca, animals fantàstics i monstruosos, cornucòpies, trofeus d'armes antics, busts i retrats junt amb insígnies heràldiques i figures.
La decoració va ser cada vegada més complexa fins a arribar prop de mitjan segle xvi, on es va mostrar la perfecció formal i narrativa amb la representació de temes de la mitologia i l'Antic Testament i Nou Testament.
- Anvers: Història del Sacrifici de Marco Curcio. Decorat amb trofeus d'armes i amb quatre medallons masculins.
- Revers: Inscripció central amb Fat in Faensa i labotega D M Piere Bergatio MCCCCC 1529 adi i7 dt zugno.

Famoses són les obres d'estil historiat a les col·leccions del museu com ho és la copa, del taller de Pietro Bergantini -donació del col·leccionista Galeazzo Cora-, que representa la narració, al fons pintat de blau, del llegendari Sacrifici de Marco Curcio, en una escena animada plena de pathos i a la part frontal del revers la inscripció: Fat in Faensa i labotega D M Piere Bergatio MCCCCC 1529 adi i7 dt zugno. D'autoria del mateix Pietro Bergantini es troba un plat amb la representació de Parnàs; la copa historiada amb l'Adoració dels pastors realitzada per Baldassarre Manara, fidel reproducció d'un gravat de Marcantonio Raimondi que va estar inspirat per un tema de Francesco Francia; el plat amb Acteó transformat en un cérvol, entre moltes altres obres. A diferència del Quattrocento, aquestes escenes historiades, al cinquecento predominen amb un fons paisatgístic que de vegades afegeixen arquitectures renaixentistes.
Els grotescs es troben sovint contornejant les històries, enriquides amb adorns de fulles i fruits, inspirades en treballs de Lucca Della Robbia un dels exemples és la Copa Bergantini, potser una de les millors obres conservada pel Museu, els trofeus d'armes se sumen a instruments musicals com trompetes, cítares, violes i tambors.
A mitjan segle xvi, es van realitzar els pots de farmàcia, destinats a apotecaries, amb colors brillants sobre un fons groc, verd, ataronjat, vermell, que recollien les formes decoratives dels grotescs, com un dofí, garlandes, les estilitzades fulles d'acant i guerrers o personatges de llegenda, presos de la literatura del renaixement. Sovint les figures van personificar als herois dels poemes de Matteo Maria Boiardo i Ludovico Ariosto, -com el bust d'Agramante- centrats per damunt de les cartel·les medicinals. Les formes més comunes van ser les del repertori destinat a la farmàcia: capses de píndoles, pots de farmàcia i flascons grans globulars.

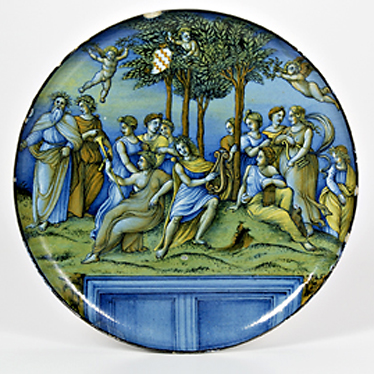
Plat historiat a,b la representació de Parnàs. Taller de Pietro Bergantini.
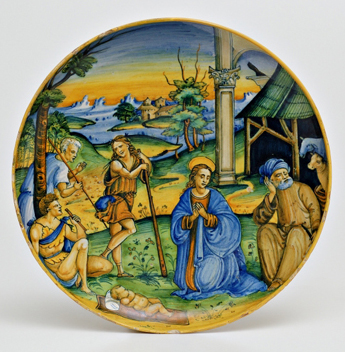
Copa historiada amb l'Adoració dels pastors. Baldassarre Manara, 1535-1540.
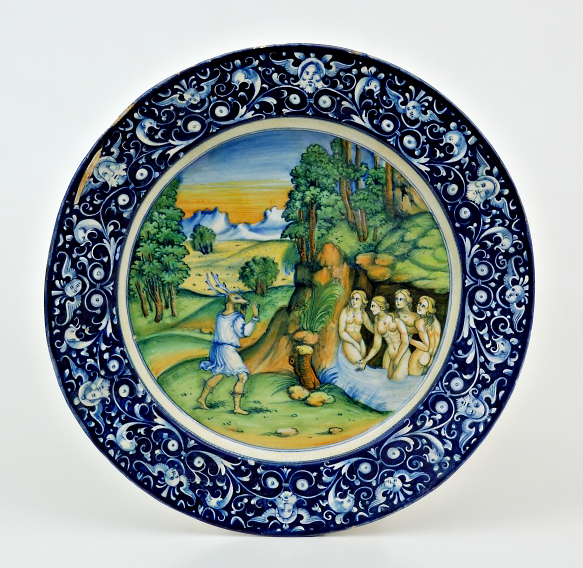
Plat amb ornamentació grotesca i la història d' Acteó transformat en un cérvol. 1530-1535
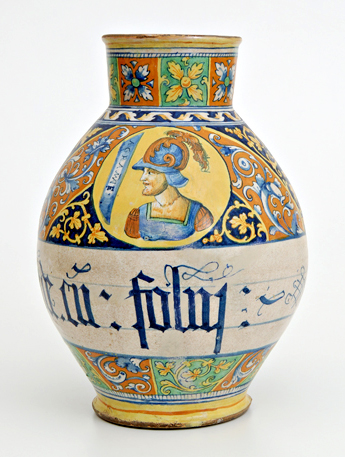
Flascó globular,amb un medalló del bust de Agramante, sobre el registre farmacèutic. Circa 1550.

#### Blanc de Faenza

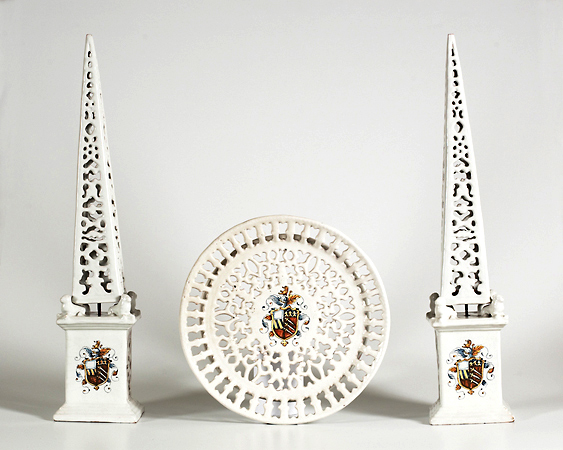
Dos obeliscs i una placa perforada amb els escuts de les famílies Ghisilardi i Spada. Faenza, c. 1636. Realitzat, es creu, per a les noces entre Ghisilardi, noble bolonyès i Spada, família principal de Brisighella.

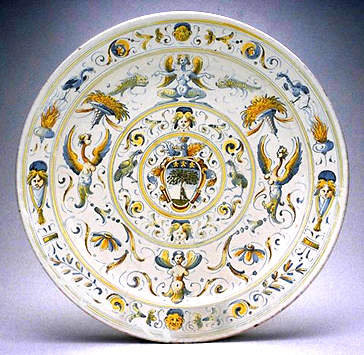
Safata amb emblema de la família faentina Liverani. Faenza,

Cap a la meitat del segle xvi es va registrar en la producció de majòlica a Faenza un canvi d'estil i de forma.
Al virtuosisme pictòric, a les combinacions de colors vius, en els temes narratius historiats, al puntillisme de les línies geomètriques més elaborades, on els mestres havien assolit fama i èxit, va sorgir un contrapunt, la necessitat de fer una catarsi que identifiqués l'exaltació del blanc virginal, on escriure una nova pàgina i projectar-se cap a uns nous horitzons.
Va ser en el moment del blanc, quan va afavorir la recerca formal d'aquest color a la majòlica del «blanc Faenza», el dens color lletós, que va deixar en gran part al descobert la puresa de les línies, el valor de les garlandes per contornejar els cupidos amb formes berninianes, cavallers, figures femenines i els guerrers turcs. Va sorgir una paleta que va diluir els colors, blau, groc o taronja, fins gairebé desvelar-la mitjançant la seva aplicació sobre les manufactures blanques de forma sinuosa i perforada. La van denominar com la «paleta lànguida», pel traç lleuger pictòric realitzat amb línies ràpides i fermes que aconseguien la vivesa d'un esbós i unien la simplicitat amb l'exigència d'una fina elegància.
El motiu del grotesc va passar a aplicar-se a noves formes: el saler estarà subjectat per harpies i dofins, la cambra freda es presenta sostinguda per peus de formes zoomorfes. Es van unir a aquests objectes els petits obeliscs, els tinters i les safates que es van executar sobretot perforades, d'altres peces pertanyents a vaixelles tenen decoracions afegides de fruita, flors, mascarons o putti. Tot això va aconseguir fer el pas de l'art de la ceràmica des del renaixement a la interpretació dels cànons del manierisme i fins a la transició del barroc.
La nova producció va aconseguir un gran èxit, el que va obligar les fàbriques de pisa a seguir amb ella fins al final del segle xvii, quan aquesta tipologia es va assumir quasi com una sèrie. El «blanc de Faenza» es va exportar per tot Europa, el seu èxit va aconseguir que fos encunyat el terme «ceràmica envernissada» per indicar la ceràmica de majòlica de qualitat. Els ceramistes Virgilio Calamelli i Leonardo Bettisi anomenat Don Pino, van ser uns dels més destacats que van treballar des de mitjan segle xvi fins a les primeres dècades del segle xvii a Faenza.

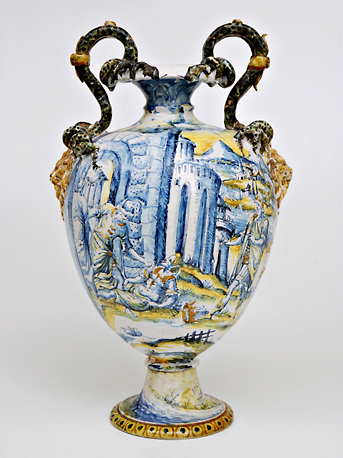
Àmfora amb una figuració de l'Antic Testament: Samuel assassina Agag. Faenza, taller de Leonardo Bettisi, últim quart del segle xvi.
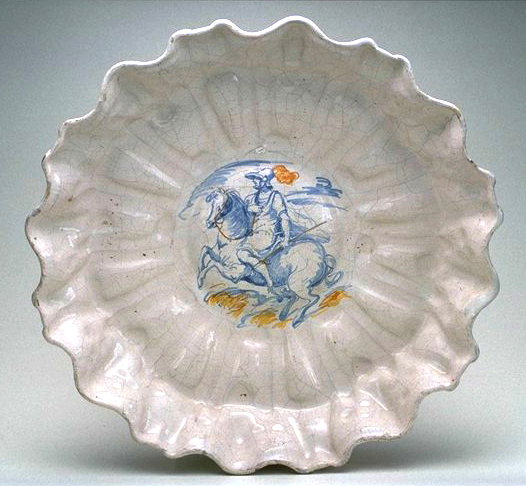
Copa estil «compendiós», amb figura de cavaller. Faenza, taller de Virgiliotto Calamelli, penúltim quart del segle xvi.
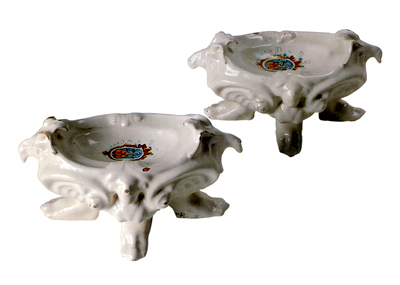
Salers amb emblema Garzoni. Faenza, taller de Virgilio Calamelli, penúltim quart del segle xvi.
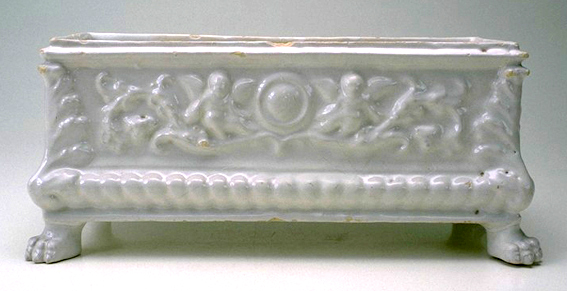
Petita urna amb putti alats i decorat en relleu. Faenza, segona meitat del segle xvi.

### Altres tallers italians delseglexival XVI

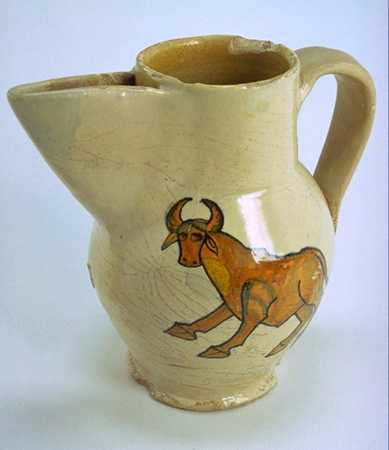
Gerro del Laci centrada amb la decoració de un bou. Mitat del.

Gràcies també a les valuoses col·leccions donades al museu per Galeazzo Cora i Angiolo Fanfani, la secció compta amb un ampli repertori d'obres d'altres tallers italians de l'època baix medieval, renaixentista i manierista.

#### Ceràmica del Lazio
El camí de l'exposició del museu serpenteja a través de les regions a partir del Laci on estan exposades obres de la protoceràmica de l'edat mitjana, amb referències a l'època romana tardana. Es tracta simplement de la ceràmica vidrada anomenada majòlica arcaica. A la qualsegueix un grup de ceràmica de la zona de Viterbo datada dels segles XIV al XV, amb dissenys estilitzats, el primer en bicromia de verd de coure (molt espès) i manganès marró, després el safrà espès i diluït, en aquest moment difós a tot el centre i nord d'Itàlia.
Les formes que són típiques de la majòlica arcaica són els bols carenats, tasses amb dues nanses, plats, i gerros, entre ells el «panale» (migas de pa) de bec molt pronunciat, per servir la sopa de pa.
També les decoracions es van uniformar i van ser comunes a tota la península Itàlica, amb estilitzacions geomètric-fitomorfes, escuts d'armes, busts de femenins i masculins -amb pentinats, roba i barrets de l'època-, ocells fantàstics i dracs alats.
A la ceràmica produïda al nord de Laci l'ús del safrà espès o diluït, per a la decoració de la ceràmica, va gaudir d'un èxit considerable fins finals del segle xv.

#### Ceràmiza d'Abruzzo

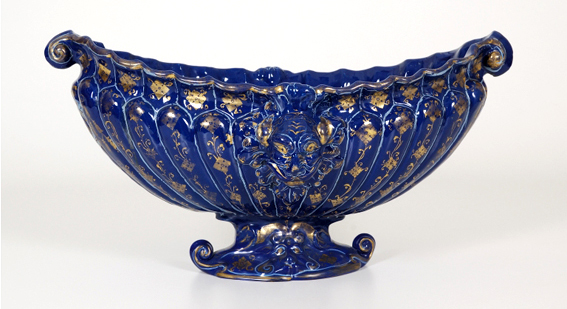
Refrescador en forma de nau amb mascarons, decorat amb arabescs i l'emblema del cardenal Alexandre Farnese. Castelli, tercer quart del.

L'art de la ceràmica a Abruzzo està testimoniada per les troballes d'ús comú del segle xv, però a la segona dècada del segle xvi es va començar a produir majòlica d'alta qualitat, gràcies al forn de la família Pompei a Castelli, on emergeix la figura d'Orazio Fontana amb el seu prestigiós mecenatge. Aquest és el cas del famós equip de pots de farmàcia, realitzat per encàrrec dels mecenes Orsini Colonna, una tipologia original i ricament decorada amb uns colors lluminosos i elegants. Juntament amb això, es troba a la ceràmica de Castelli, de la meitat del segle xvi, que les seves formes també canvien i la seva decoració refinada interpreta amb una gran cohesió, l'evolució estilística del renaixement al manierisme.
Hi ha excel·lents exemples d'objectes en blau lapislàtzuli, de gust excèntric i refinat, i enriquida la plàstica de les seves formes amb màscares, esfinxs alades i potes de lleó, com a la ceràmica del tipus «compendiós». Aquesta producció es va inspirar en l'orfebreria de finals del renaixement, i en la sala dedicada a això del museu, es pot admirar un refrescador del que es coneix un de bessó en la col·lecció del Museu de l'Hermitage, que forma part del famós servei encarregat pel cardenal Alexandre Farnese (1520-1589).
Un refrescador de taula, decorat amb fins arabescs d'or sobre fons en lapislàtzuli i l'escut d'armes del cardenal, mostra com els mestres de Castelli havien guanyat una considerable capacitat tècnica i executiva, fins a assolir la imitació del bell cristall clàssic del període alexandrí.

#### Ceràmica de l'Úmbria

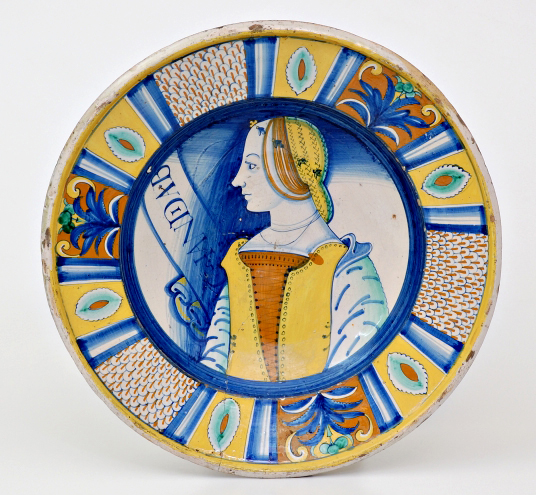
Plat de pompa amb figura tipus «Bella», inscripció : «CHANDIDA.B.». Deruta, primera meitat del.

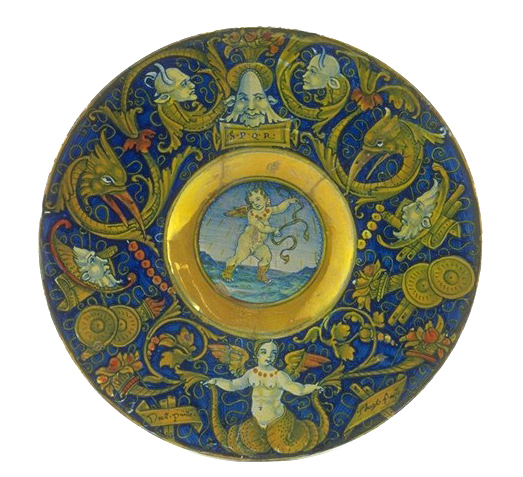
Plat amb ceràmica de reflex daurat, pintat amb un cupido al fons i envoltat de grotescs, mascarons i una sirena amb dues cues. Realitzat a Gubbio per Giorgio Andreoli cap a 1525.

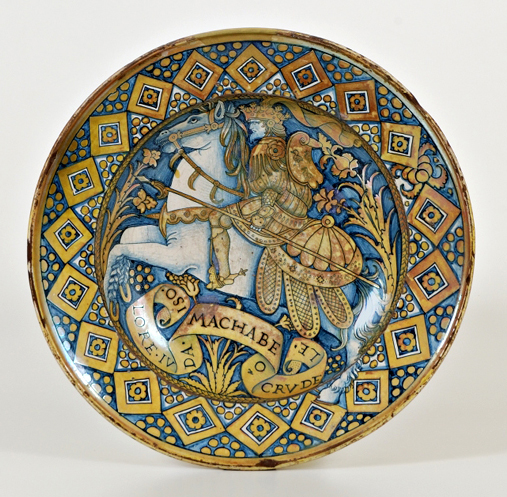
Plat de pompa amb la representació de Judes Macabeu a cavall. Deruta, primera mitat del.

El recorregut del museu continua amb la col·lecció de ceràmica de l'Úmbria des del període arcaic, 36 amb un repertori similar, si més no per la vasta producció d'Orvieto, a la zona de Viterbo.
Més tard, a la fi del segle xv, als tallers de l'Úmbria, inclosos els de Deruta i Gubbio, en actiu des de finals del segle xiii, així com el menor de Gualdo Tadino profundament influït pel proper Gubbio, es van acostar als temes preferits del període gòtic tardà que reproduïen en els pots especialment destinats a farmàcies. Als que van incloure pintures de colors vius amb representacions d'animals fantàstics, garlandes, cintes, palmetes, cornucòpies, dofins, grotescs i escuts d'armes.
Tanmateix, durant les primeres dècades del segle xvi la producció de l'Úmbria ressorgeix a les glòries del ple renaixement, també amb peces de mayòlica de gran dimensió, conquerint fama i honors entre els tallers de ceràmica de l'època.
Apareixen els grans plats famosos de «pompa» i la pisa de taula, «credenze», pintats en monocromia en blau o als brillants colors groc/blau al qual s'afegeix la lluentor metàl·lica, amb reflexos robí vermell, groc daurat i més rarament de plata. També s'aplicava a la ceràmica pintada amb temes històrics, i «fins i tot al grotesc, els trofeus musicals i d'armes antigues o motius a candelieri».
Un dels més famosos tallers va ser el de mestre Giorgio Andreoli de Gubbio i el seu reflex brillant en or o plata, i per damunt de tot en el seu insuperable vermell robí. És un bon exemple, dels que es poden veure al museu, una copa feta d'una reproducció d'una medalla de l'orfebre Sperandio de'Savelli de Màntua (1425-1495). Al voltant, tota la superfície està pintada amb una corona de perles que s'alternen amb baies en relleu. Sembla que va ser un dels primers models tractat fidelment d'una valuosa medalla d'un bon orfebre.
Una altra tipologia de derivació rafaelesca està ben representada en una obra: un plat pintat amb un gran caire i esmaltat amb reflex d'or, sobre el fons blau es troba un cupido dintre d'un cercle daurat, al gran caire del plat es troben delicats grotescs que inclouen caps d'ocells fantàstics, una sirena amb dues cues, mascarons, copes, i a la part central dins d'una cartel·la l'escrit SPQR en memòria de la magnificència de l'antiga Roma. Va ser realitzat per Giorgio Andreoli cap a 1525.
Molts ceramistes de Gubbio van ser els que van tractar amb gran habilitat la tècnica del reflex metàl·lic, entre ells: Traversi, Floris, i Giacomo di Paoluccio. A més a més dels tallers de Gubbio, havien altres mestres a Urbino com Giulio da Urbino, Xanto Avelli i d'altres, que van incloure a les seves obres els reflexos de la vaixella daurada obrant també belles peces. Així mateix també es van realitzar grans plats i d'altres atuells decorats amb reflexos metàl·lics especialment el daurat i que van ser produïts als tallers de Deruta fins a la primera meitat del segle xvi.
Es mostra al museu, una obra d'un plat pintada en dos colors, groc i blau amb lluentor daurat, amb la representació del personatge bíblic Judes Macabeu amb una estranya elegància, escollit entre les figures més representatives de la història de la salvació individual per Agustí d'Hipona. Es presenta a Judes vestit amb una armadura preciosa muntat en un cavall guarnit, amb arnès. Sota el cavall n'hi ha un filacteri amb aquesta inscripció: «ISO.LORE.IVDA.MACHABEO.CRUDELE». La imatge deriva probablement d'una sèrie de gravats alemanys, amb retrats de personatges famosos, un dels atributs de Judes Macabeu està constituït per tres ocells de rapinya, que apareixen en el seu escut.
Als treballs amb decoració policromada sensa reflex la decoració apareix igualment alegre i elegant al mateix temps, amb riques bandes pintades en vermell i blau, animals fantàstics, circells de fullaraca d'inspiració rafaelista decoracions fitomòrfiques i en particular als pots de farmàcia i gerres, es troba la representació de la figura humana en els tipus de patges i dames pel que fa a la iconografia similars als pintats a la ceràmica de Faiança del mateix període. Al contrari a la part posterior dels plats de Deruta apareixen noves formes decoratives com el conegut «petal back», amb pètals pintats en seqüència i disposats radialment.
Respecte de la producció historiada a Deruta no està especialment reconeguda, un lloc excepcional l'ocupa cap a la meitat del 1500 l'artesà ceramista Giacomo Mancini, conegut com "El Frate", amb els seus grans plats de pompa adornats amb reflexos metàl·lics. A la seva producció les escenes històriques es troben en tots els tipus de models, són episodis de poemes èpics i cavallerescs, escenes tractades en la Metamorfosi d'Ovidi i la temàtica realitzada pels grans artistes del renaixement, amb especial atenció a l'obra de Rafael Sanzio. Emblemàtic és el fragment d'un bol que reprodueix l'escena de la lluita entre Bradamante i Marfisa (Orland furiós, cant 36) a l'edició de 1542 per Gabriele Giolito de Ferrari a Venècia i es va signar pel revers «J Druta El frate pensittj».

#### Ceràmica de Marques

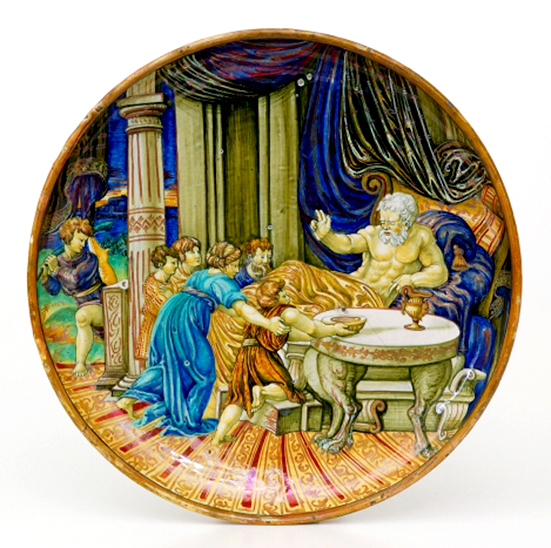
Plat historiat amb l'escena de la Benedicció d'Isaac a Jacob. Francesco Xanto Avelli i pulida a Gubbio per Giorgio Andreoli. Datat el 1529.

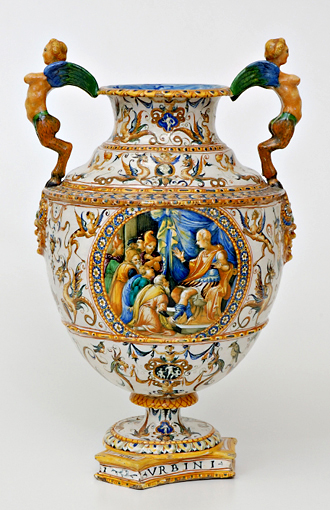
Gran àmfora decorada «al rafaelesc» i un medalló amb la presentació de la submissió del poble gal a Cèsar. Subministrada a la farmàcia de Roccavaldina. Presenta la inscripció a la base "M° ANTO / NIO / PATAN / AZI. VRBINI / 1580". Antonio Patanazzi, Urbino 1580.

A començaments del segle xvi l'horitzó dels tallers ceràmics a la regió de Marques estaven profundament influïts per la seva cultura humanista pròpia de la classe alta i la noblesa de l'època.
Els mestres terrissaires, sensibles a aquest moment, van desafiar amb èxit una línia figurativa sempre acceptable a la pressió requerida per un client culte i amb ganes de mostrar-se erudit amb la presència de texts literaris en voga: Hypnerotomachia Poliphili (El somni de Polifil) de Francesco Colonna, Les Metamorfosis d'Ovidi, Ab Urbe Condita de Titus Livi o les imatges de la Bíblia.
En aquesta secció del museu es poden admirar obres mestres de l'art de ceràmica dels principis d'Urbino representats per les obres dels ceramistes: Nicola da Urbino i Francesco Xanto Avelli de Rovigo actiu a Urbino cap a 1530, de Guido Durantino, del famós taller d'Orazio Fontana, i a l'últim quart del segle xvi fins aproximadament 1630, el pròsper taller d'Alfonso i Antonio Patanazzi.
És un magnífic exemple del gran corpus d'obres presents a les col·leccions del museu i està àmpliament descrit la transició del primer al segon període i el més complet període historiat propi de tota l'àrea de les Marques amb els tallers de Pesaro i Casteldurante. Es troba a l'obra ceràmica d'Urbino, que es treballava en aquest moment, i en el tema narratiu històric, que estava inspirat a les obres dels mestres del renaixement en particular de Rafael Sanzio i en tota la producció de gravats de Marcantonio Raimondi. El ceramista Nicola da Urbino, és especialment sensible a l'obra de Rafael, com s'aprecia a la placa coneguda com la Pujada al Calvari, pintat en el seu taller; l'obra s'inspira al gravat de Raimondi titulat La caiguda de la Creu, autor que havia conegut l'obra de Rafael, probablement a través d'una còpia d'Agostino Veneziano.
L'escena de L'agonia, està envoltada per un marc arquitectònic on s'obre un delicat paisatge fluvial, es representa com un desmai sobtat que pateix la Verge Maria, sostinguda per les piadoses dones, durant el Calvari de Jesús en què se centra tota l'escena.
Entre els motius decoratius realitzats durant tot el segle xvi fins a les primeres dècades del segle xvii, els grotescs es convertiran, gràcies a les pintures al fresc de la Lògia del Vaticà de Rafael, en «rafaelescs» per contornejar els medallons historiats de les desenes de gerres, de fonts, de plats de pompa i dels resfrescadors, sovint adornats amb petites escultures d'animals fantàstics i de cariàtides de totes les formes.

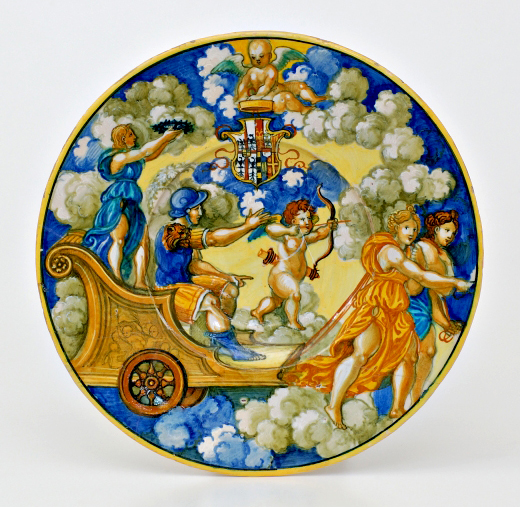
Plat pintat amb El carro de Mart. A la parte superior es troba lels escuts d'armes de les famílies Gonzaga-Paleólog. Nicola da Urbino, 1531-1533.

Nombrosos van ser els encàrrecs procedents de les famílies nobles més importants del segle xvi per als ceramistes d'Urbino, i entre ells va tenir gran èxit la «credenza» encarregada per celebrar el matrimoni de Frederic II Gonzaga, duc de Màntua i Margarita Paleòloga, marquesa de Monferrat; l'obra té els seus límits cronològics entre el 1531, data del casament, i el 1540, l'any de la mort de Frederic II, es considera aquest plat una de les millors mostres d'aquest tipus que posseeix el museu. De la «credenza» encarregada pel duc de Màntua, el museu posseeix un plat pintat per Nicola da Urbino amb les armes dels Gonzaga-Paleòleg on hi ha una corona ducal sostinguda per un amoret, la peça està historiada amb la representació del carro de Mart, el Déu assegut al} carro és arrossegat per dues deesses entre núvols, mentre que una tercera està a punt de cenyir-li el cap amb una corona de llorer, en el centre de la imatge es troba un cupido en l'acte de disparar una fletxa.
Igualment coneguda és la pomposa «credenza», composta per centenars de peces de totes les formes realitzada per Antonio Patanazzi per al tercer matrimoni de'Alfons II d'Este i Margarida Gonzaga, on en la seva obra es troba pintada a l'interior històric, el  lema ardet æternum, per significar l'amor etern entre Alfons i la seva jove neboda Margarida.

A Casteldurante, la ceràmica es va produir des de l'inici del segle xv, però amb el renaixement i gràcies al mecenatge dels ducs d'Urbino, Francesco Maria della Rovere i Guidobaldo, va ser quan els seus tallers de ceràmica van adquirir una major importància, a propòsit de l'efervescència artística que va implicar la regió de les Marques nodrida pel «rafaelisme», el gran model de la pintura i la cultura dels humanistes de la cort.

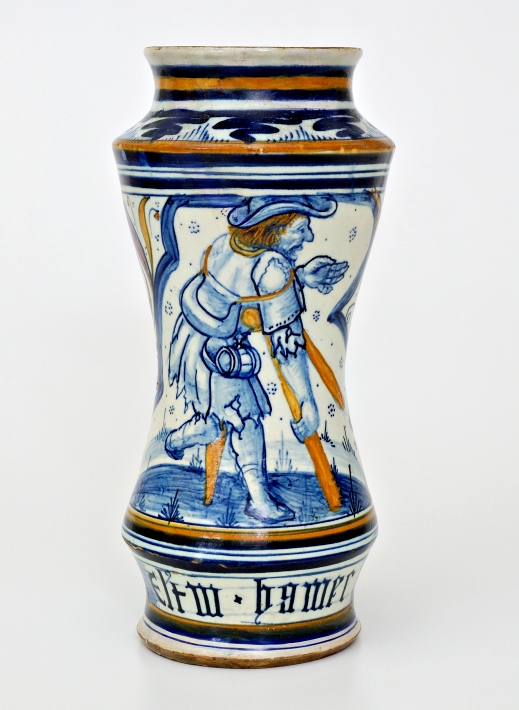
Pot de farmàcia amb el motiu de la «fulla arrissada» a la seva part frontal hi ha un personatge másculí amb crosses. Pesaro, fi del.

Això està atestat per la ceràmica pintada, decorada amb temes històrics i bonics grotescs, realitzada per Simón Colonnello, Zoan Maria Vasaro, Sebastiano Marforio i Picchi junt d'altres. En aquests treballs s'ha sintetitzat l'experiència de la decoració grotesca del renaixement, amb tot el seu encant i fantasia, a la transició cap a les formes manieristes més dilatades en el disseny de patrons decoratius, amb colors càlids i la morbidesa i esfumato del blau, els artistes de Casteldurante van obtenir un resultat d'equilibri racional de forma i l'estil.
A Pesaro es va produir la ceràmica majòlica des de la primera meitat del segle xv, en la seva adhesió a l'estil arcaic. Després es van mesclar la influència gòtica amb la provinent de la cultura àrab i es va realitzar majòliques d'alta qualitat que pertanyia al model dels «ulls de les plomes del paó», de la «fulla arrissada gòtica» y «a la porcellana», així com diversos temes típics de començaments del renaixement. Exemples al llarg de l'exposició del museu, es troba en un pot de farmàcia ornamentat en estil gòtic tardà amb la «fulla arrissada» i a la part frontal la figura pintada d'un home amb crosses, sobre la paraula farmacèutica "ELTM. HAMEC" (Electuarium Ham ec).
A la primera meitat del segle xvi, juntament amb les decoracions «a quarts» -divisió de la peça per línies pintades en quatre o més parts-, les figures-retrat femenines «belles», les representacions dels personatges masculins i femenins, la magnificència dels trofeus d'armes i musicals amb color ocre càlid, els adorns en fistons i les brillantors de majòlica, van florir en els tallers de Pesaro un estil historiat de notable qualitat pictòrica, gràcies al treball dels mestres encara no identificats individualment i que es denominen com els grups de ceràmica realitzats i estilísticament diferents entre si: el «pintor de Venus», el «pintor d'Argos», el «pintor de Zenòbia».

#### Ceràmica d'Emília-Romanya

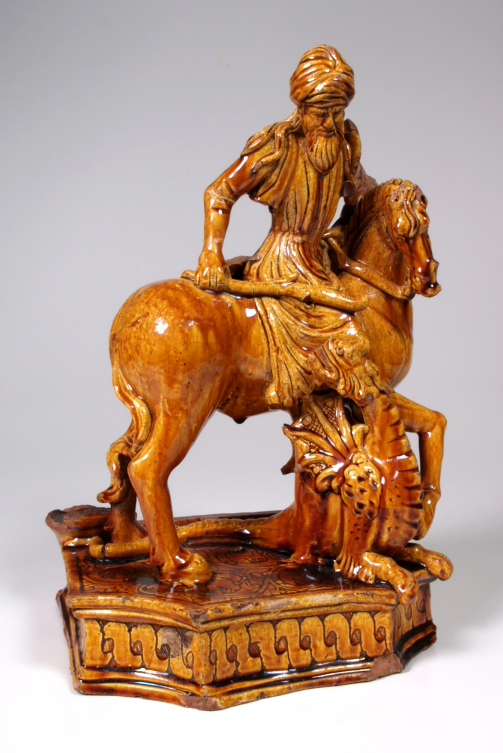
Tinter. Grup escultòric que representa Sant Jordi amb vestidura turca, matant el dragó. Ferrara.

A la regió d'Emília-Romanya, a més a més a Faenza, es va produir ceràmica des de l'època etrusca a la veïna Forli, i des de l'edat mitjana a Rímini, una ciutat afavorida per la presència en el seu territori d'una excel·lent argila per al seu ús en ceràmica, amb temes dirigits principalment per celebrar als seus respectius senyors, els Ordelaffi, Girolamo Riario i Caterina Sforza a Forli; els Malatesta a Rímini, trobant-se així, sobre les diferents peces els escuts heràldics. La ceràmica de Forli i de Rimini va ser apreciada per les seves característiques estilístiques pròpies de la ceràmica italiana entre el quattrocento i el cincequento: la fulla d'estil gòtic i arrissada, la palmeta persa de plomes de paó, els perfils d'homes i dones, els grotescs, els trofeus i plaques decorades amb reflexos metàl·lics i amb motius decoratius típics del primer renaixement.
Per al tipus històric, Rímini compta amb una producció documentada des del segle xvi, on sobresurt la figura de Giulio d'Urbino que realitza, cap a 1535 al taller del mestre Alessandro a Rimini, una sèrie d'obres de gran qualitat, datant-les i signant-les «a Arimini» (a Rimini). Les seves obres pertanyen a l'època de la seva maduresa, quan vivia en aquesta ciutat i revelen un savi tractament a l'elaboració del disseny i la pintura dels temes, en la seva majoria profans, molt apreciats en la cultura d'Urbino en la qual l'artista s'havia format.
A la ciutat de Ferrara va ser produïda des de l'edat mitjana terracota vidrada, amb decoracions concises similars a les d'altres àrees del contorn, amb motius vegetals, fitomórfics, animals fantàstics, geomètrics, heràldics i temes religiosos. Però va ser gràcies al patrocini dels ducs d'Est - Hèrcules I, Alfons I, Hèrcules II, Alfons II-, que es va incrementar de manera significativa la producció de ceràmica, tant que junt amb la presència dels grans artistes del renaixement i el manierisme, van arribar a Ferrara mestres terrissaires de majòlica provinents d'Urbino i Faenza.
El procés de la ceràmica de Ferrara va ser principalment d'incisió amb dibuixos figuratius masculins i femenins i influïda amb la iconografia dels poderosos cicles pictòrics de Ferrara. A això es va sumar les escultures exemptes com el model del tinter amb el tema de sant Jordi matant el dragó, juntament amb altres models també molt estès d'al·legories amb figures femenines.

#### Ceràmica de Toscana

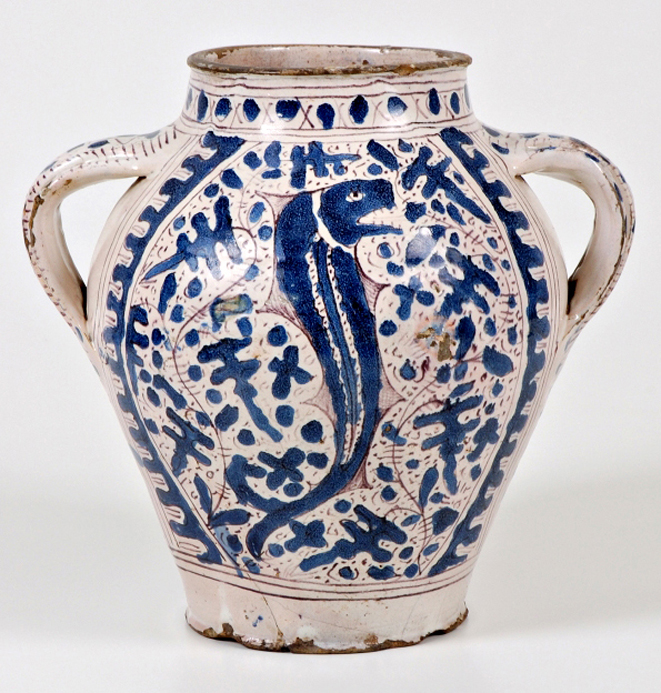
Gerra pintada al «safre» amb blau-morat sobre fons blanc amb un lleuger reflex rosat, presenta el motiu de la fulla de roure estilitzada que envolta la figura d'un peix. Florència, prop de 1430.

Els tallers de ceràmica toscana es caracteritzen per una producció primerenca documentada, almenys a la zona de Pisa, sens dubte a l'últim quart del segle xii. Majorment es tracta d'una terrisseria arcaica d'engalba d'alta qualitat i amb proliferació dels mestres «forners» toscans en moltes àrees de la Península, va tenir una funció d'expansió per a tota la història de la ceràmica italiana tardmedieval.
La primera producció de la ceràmica majolica s'iniciarà a mitjan segle xiii al territori de Pisa, on ja es va utilitzar als murs de la façana de l'església i als bols de pisa daurada importats a la fi del segle x i la primera meitat del XI d'Espanya, Marroc, Tunísia, de Sicília i d'Egipte. Unes dècades més tard, es va obrir una àrea de producció a Montelupo Fiorentino i a Siena, amb una divisió entre les peces de ceràmica i pisa fina de majolica fins al final del segle xiv i amb temes decoratius típics de l'estil arcaic.
Les següents àrees al voltant de Florència, van ser els terrissaires de Bacchereto a la vora de Carmignano, juntament amb els nombrosos tallers de Montelupo Pontorme, Empoli i al territori de Siena, es va produir des de l'inici del segle xiv una mayòlica d'alta qualitat en l'estela de l'efervescència literària i artística, pròpia de l'humanisme toscà. A la col·lecció del museu dedicada a les obres realitzades al «safre» en relleu, hi ha alguns exemples presos de la fabricació de l'Imperi Romà d'Orient i així mateix inspirats en les riques teles del segle xv, presents tant en les vestidures civils i religioses, i després representades també en les pintures dels grans mestres toscans de l'època.

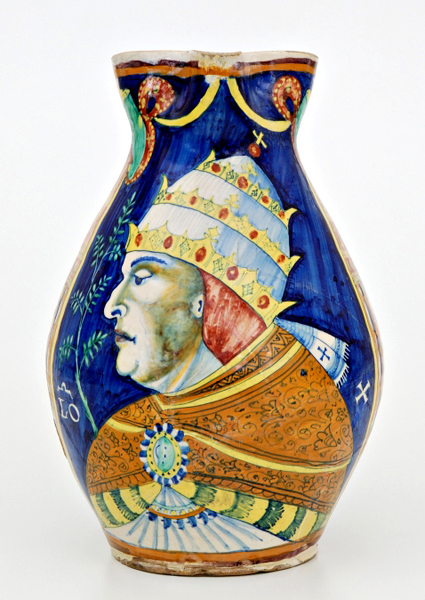
Gran gerra amb el retrat del papa Lleó X. Jacopo di Stefano, Vil·la medicea de Cafaggiolo, cap a 1515.

A Florència es trobaven els productes més refinats elaborats amb la tècnica del «safre» espès, en la versió de gotes o en la diluïda, molt present en les col·leccions del museu, gràcies als llegats Cora-Fanfani. Entre els contractes importants que es guarden en la Giunta di Tugio, es té notícia dels nombrosos encàrrecs per part de les apotecaries florentines i toscanes: «la prestació de centenars de peces, que, d'acord amb els documents, es remunten al 1431, marcats amb l'emblema del gremi, per l'apotecaria de l'Hospital de Santa Maria Nuova», del qual el museu posseeix bons exemplars. El tema favorit per a la decoració a la «safre», va ser la de la fulla de roure estilitzada pintada per delinear les figures zoomorfes, en la seva majoria, els animals fitomorfs, fantàstics o insígnies i emblemes per distingir, per exemple en el cas dels «pots de fàrmacia», els clients de les farmàcies.
El museu té un apartat per a la famosa ceràmica realitzada per Luca della Robbia, les peces del qual són representants de la cultura humanista que havia portat els ceramistes a decorar les seves peces amb motius clàssics. A partir del segle xv la ceràmica que havia estat lligada a les necessitats de la vida domèstica, va canviar en les de la terracota vidrada de Luca della Robbia que s'utilitza exclusivament per a ornamentació. Alumne de Nanni di Banco, és un artista considerat un precursor del renaixement junt amb Donatello, Masaccio i Lorenzo Ghiberti. La seva capacitat com a investigador de noves tècniques, li va fer inclinar-se per realitzar la terracota vidrada en obres escultòriques. Va rebre encàrrecs per a esglésies, palaus i capelles de Florència així com per a altres ciutats de la Toscana, la major part de les seves obres van ser realitzades en blanc i blau. Va ser succeït pel seu nebot Andrea della Robbia i el fill d'aquest Giovanni. Va seguir aquesta línia escultòrica sota l'activitat dels germans Santi i Benedetto Buglioni, amb els quals, cap a finals del segle xvi, es va donar fi a l'art de la terracota vidrada com a escultura, de l'estil «Della Robbia».
De l'excel·lent producció historiada d'aquest període, el museu de Faenza conserva un gran nombre d'obres que inclou un exemplar d'una gerra gran amb el retrat de Lleó X, signat amb «Sp», corresponent al taller de Jacopo di Stefano a Cafaggiolo. L'obra va ser creada probablement durant la breu estada del pontífex a la Vil·la medicea de Cafaggiolo, per relaxar-se després de les festes organitzades en el seu honor per la seva primera visita a Florència de 1515. El rostre del papa, amb un tret de fort caràcter, es complementa amb l'adorn de fines vestimentes amb precís detall com les d'una pintura en miniatura: la tiara papal, les seves vestidures i el fermall del pit, deriven dels models d'alta joieria de l'època. Finalment, el bust de Lleó X està pintat sobre un color de fons amb lapislàtzuli. La part posterior de la gerra està decorada «a la porcellana» mètode generalitzat a la ceràmica toscana i faentina en el primer quart del segle xvi.

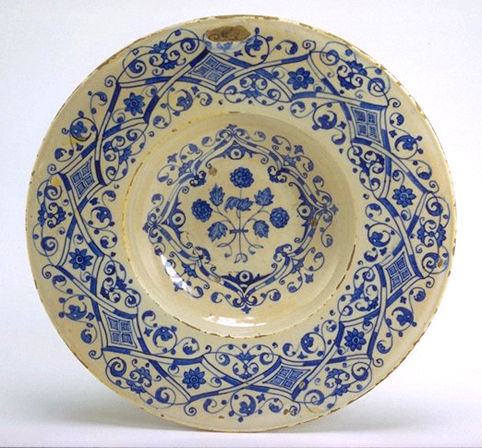
Plat decorat «a la porcellana». Cafaggiolo, primera mitat del.

A la primera meitat del segle xvi, altres temes importants introduïts en les decoracions, van ser grans cartel·les amb escenes de les obres de Petrarca, figures femenines i de patges i representacions al·legòriques, quan a la Toscana va ser fundat el taller de la vil·la medicea de Cafaggiolo (Barberino di Mugello), sota el mecenatge de Llorenç de Pierfrancesco de Mèdici a la fi del segle xv a l'interior de la seva vil·la, contractant mestres de Montelupo, es va realitzar una producció historiada d'alta qualitat estilística i formal, amb temes comuns dels tallers d'Urbino, Marques i vall del Metauro, així com una elaboració menys freqüent de reflexos, amb pocs exemplars coneguts i probablement executats pels artesans de Deruta i Gubbio, que van ser trucats per treballar a Cafaggiolo.
Poc temps després va tornar a sortir un nou líder a l'escena de la ceràmica de la família dels Mèdici. Va ser el gran duc Francesc I de Mèdici el qual tenia una gran fascinació per la porcellana importada de la Xina de la dinastia Ming. Mecenes i culte, es va dedicar a la recerca, a les ciències, a l'arquitectura i a l'alquímia. Investigador i sensible a les obres dels més grands alquimistes de l'època, volia, costés el que costés, que fos resolt el problema de les barreges per produir porcellana, i al Casino Mediceo de San Marco a Florència, sota la direcció de Bernardo Buontalenti, es va posar a treballar i participar el pròpiament en els experiments.
Els intents van tenir èxit, al voltant de 1575 el gran duc Francesc va donar amb la forma d'obtenir la «porcellana de les Índies» i van sorgir els primers treballs de porcellana mai construïts a l'oest, la nomenada «porcellana de Mèdici», amb una pasta obtinguda amb la composició de dotze parts de material vitri i tres de caolí blanc de Vicenza. Pintada en un cromatisme de blau sobre blanc, amb motius decoratius presos de la porcellana xinesa. D'aquesta producció, que es va prolongar durant vint anys, solament es coneixen una cinquantena d'obres, veritables «perles» que s'exhibeixen en museus de tot el món, i també el Museu de Faenza posseeix a les seves col·leccions.

### Seglexviii

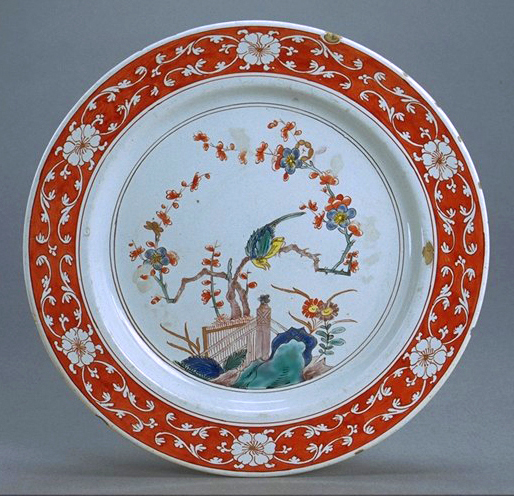
Plato con decoración oriental. Fàbrica Clerici, Milà,.

A la primera meitat del segle xviii en la Itàlia septentrional sorgeixen noves fàbriques de ceràmica amb adorns inspirats als motius decoratius nous del rococó present a les noves manufactures de porcellana al nord d'Europa: amb decoracions en principi de roses, i motius orientals de flors peònies, i pagodes. En algunes fàbriques se cerquen les decoracions de «a la Bérain», procedent dels models francesos i on es disposa els motius lineals en simetria i a vegades amb marc d'escenes mitològiques i la fantasia del «capritx».
La fàbrica Clerici i Rubati es va instal·lar a Milà amb un vast repertori decoratiu d'estil rococó, amb una gran atenció a les idees d'aquest repertori, els personatges de la comèdia de l'art i el món de les flors i els animals, pintats amb tant detall que indiquen com els terrissaires del segle xviii, van realitzar la decoració naturalista amb gran riquesa a causa de la demanda d'uns comitents influïts per la trobada de les nombroses obres d'història natural -sobretot la Histoire naturelle de Georges-Louis Leclerc de Buffon profusament il·lustrada en color-.

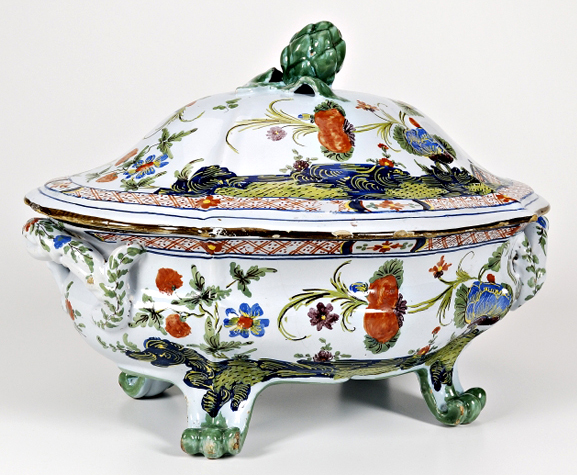
Sopera con decoración al «clavell de les Índies». Faenza, Manufactura Ferniani,.

La ceràmica del Piemont va viure intensament els intercanvis culturals dels tallers veïns francesos, que donaran el resultat de l'adaptació de les decoracions de «a la Bérain» i «lambrequins» en la fàbrica de Torí de Giorgio Giacinto Rossetti -també actiu a Lodi-, mentre que als tallers de Ligúria n'hi havia una gran producció d'atuells farmacèutics al gust de l'estil «Bérain» i de paisatge amb personatges, en monocromia blava i amb variacions cromàtiques en color sépia -rara vegada es van fer peces amb policromia-.
La ceràmica vèneta va elaborar temes decoratius del nord d'Europa, motius orientals, florals, natures mortes policromades, paisatges i «capritxos» amb ruïnes, tant als forns de Pasquale Antonibon a Nove com en els centres de les petites ciutats de Bassano i Vicenza.
En aquests mateixos estils decoratius es van moure amb èxit els tallers de la regió d'Emília-Romanya, al taller de Bolonya (Fink i Rolandi), Ameno (Ghisileri), Imola i Sassuolo. Per tant, com va passar a Faenza amb l'obertura del forn de Ferniani el 1693, la majòlica faentina va reviure un període de gran prosperitat fins al segle xix. Els terrissaires d'aquesta famosa fàbrica es van distingir sempre pel seu fi repertori on van interpretar magistralment els motius orientals i rococó. Per assolir l'èxit, els ceramistes d'aquesta fàbrica van saber aprofitar la nova tècnica del «tercer foc», àmpliament utilitzada en altres centres de producció i augmentar el seu repertori figuratiu amb noves tipologies amb la decoració, entre d'altres, de l'anomenat «clavell de les Índies».

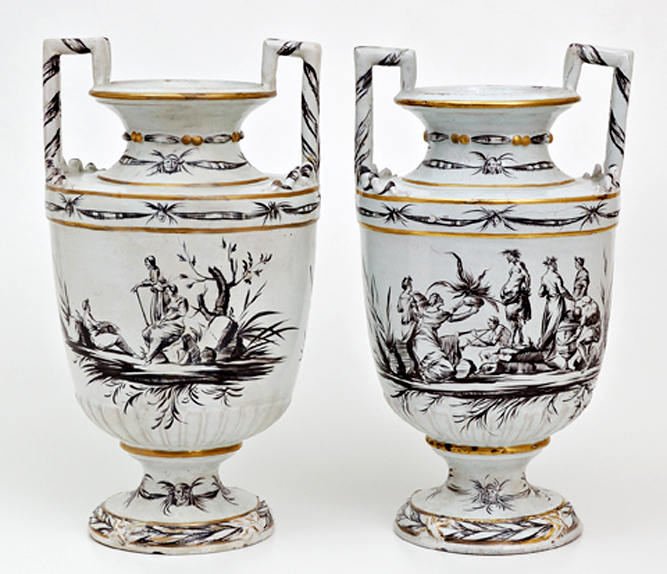
Àmfores decorades amb disseny mitològic. Filippo Comerio de la manufactura Ferniani. Faenza, 1777-1781.

Entre l'operatiu dels mestres ceràmics a la segona meitat del segle xviii el taller de Ferniani, va tenir una perfecta adherència a l'estil neoclàssic, va sorgir la figura de Filippo Comerio amb les seves interpretacions inigualables, en què dissenyava una representació pictòrica quasi gràfica, sobretot en marró negrós, inspirat als gravats de Jacques Callot i Stefano della Bella. Un exemple emblemàtic són les dues àmfores neoclàssiques que del ceramista Comerio posseeix el museu, que mostra amb estranya elegància, les històries de la mitologia clàssica, per exemple les escenes amb Pan, Mènades i sàtirs, i la decoració fitomorfa. Va utilitzar el marró negrós i el verd intens que es va conèixer amb el nom «verd Comerio», amb el qual va realitzar figures amb elegants vestits del segle xviii, envoltats de roques i arbusts, en els centres de plats, safates, bols i gerros.

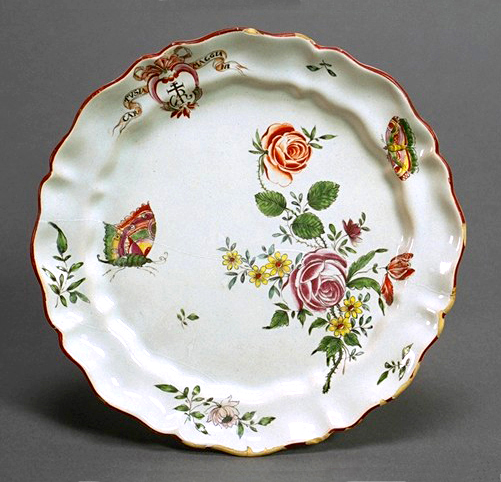
Plat decorat «a la rosa» a Pesaro i realitzat a mitjà del

A Pesaro n'hi va haver un nou impuls a l'art ceràmic gràcies a la fundació de la fàbrica Callegari i Casali, les seves peces van estar caracteritzades per un color brillant expressat magníficament en la decoració de roses i amb una cocció al «tercer foc». També a Monte Milone es va produir una ceràmica de bona qualitat.
A la Toscana mentre els terrissaires de Montelupo van anar disminuint a conseqüència de la producció en sèrie de ceràmica decorativa del segle xvii, es van obrir les importants manufactures de Ginori a Doccia (Sesto Fiorentino), Ghigi Zondatari a San Quirico d'Orcia i Siena. En els primers anys de l'activitat en la manufactura de Doccia, el marquès Carlo Ginori encara que no va deixar de fabricar la majòlica, va fer intents d'una aproximació a la porcellana amb decoració blanca i blava d'inspiració holandesa.
Los temas decorativos de los alfareros de Abruzzo siguieron siendo en todo el siglo XVIII los paisajes y la tradición historiada de escenas de caza y vistas generales de puertos y ruinas antiguas, atrayendo a los clientes más exigentes y cultos, tanto de la cultura clásica antigua como del repertorio de la última etapa del renacimiento, manierismo y barroco con escenas bíblicas y mitológicas. Fructífer va ser l'intercanvi cultural a causa dels ceramistes que de Castelli es van traslladar a l'àrea napolitana. A partir d'aquestes relacions va sorgir el que es diu l'estil «castellà napolità», del que mostra un bon exemple les col·leccions del museu, entre elles, el flascó amb Tobies i l'Arcàngel Rafael i el pot de farmàcia realitzat per al monestir Certosa di San Giacomo de l'illa de Capri.

### Porcellanaseglexviii

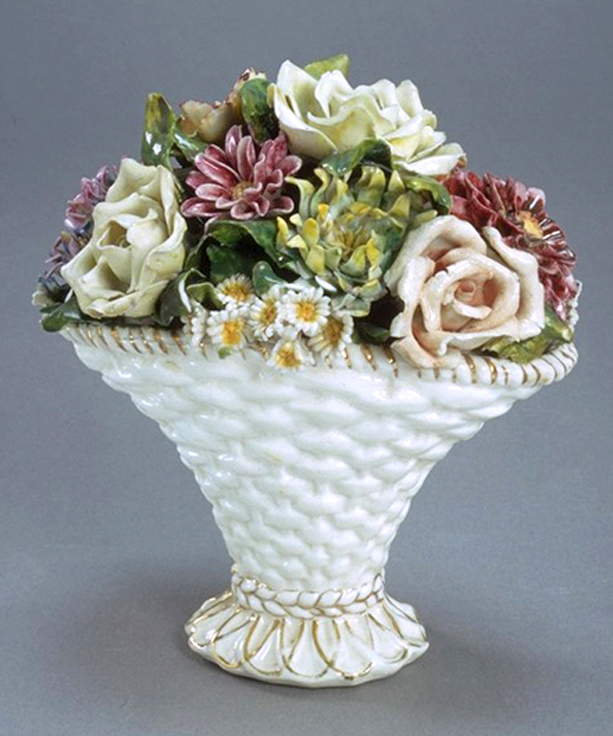
Cesta amb flors de porcellana. Venècia, segona meitat del.

A l'àrea d'exposició del museu està present una selecció important d'obres en porcellana, dels tallers italians del segle xviii amb especial interès en la porcellana Ginori a Doccia -petita vila integrada en la població Sesto Fiorentino-.
L'encant i l'atractiu de la porcellana xinesa, importada a l'Occident per la Ruta de la Seda, havia conquerit, des de finals de l'edat mitjana, a les corts europees, però va ser gràcies a la Companyia Britànica de les Índies Orientals i a la Companyia Neerlandesa de les Índies Orientals al segle xvii, quan va ser difosa a totes les capes de la noblesa i les classes burgeses cultes.
A començaments de segle xviii i després de nombrosos intents va ser l'alquimista alemany Johann Friedrich Böttger el primer de descobrir el secret de la composició química de la porcellana de pasta dura, amb una fórmula el resultat de la qual s'aproximava molt a la ceràmica xinesa. Va realitzar el primer prototip de pasta dura a Dresden i immediatament després, la mateixa a la porcellana de Meissen sota les proteccions de l'elector de Saxònia August II de Polònia, que desitjava aconseguir-la costés el que costés.

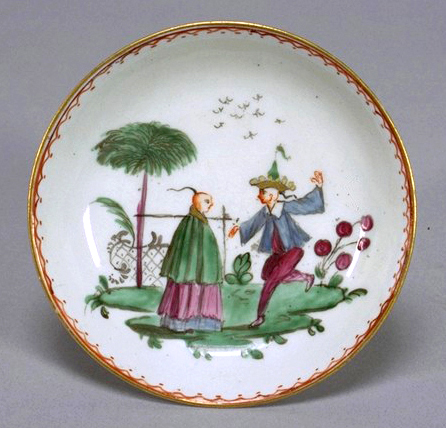
Platet de porcellana amb decoració xinesa. Pasquale Antonibon, segona meitat del segleo XVIII.

A mitjan segle xviii hi va haver un altre intent significatiu, que només va durar dos anys (1761-1763) per part del comerciant Friedrich Hewelcke de procedència saxona. Posteriorment, i sota les proteccions de la República de Venècia, que aspirava a la reactivació d'una fàbrica de porcellana, va ser contractat Geminiano Cozzi, amb l'encàrrec d'obrir un nou forn a San Giobbe de Cannaregio i fer pas a una fructífera producció que va continuar fins a l'any 1812.
També a Nove di Bassano al taller de Pasquale Antonibon es van realitzar en la segona meitat del segle xviii porcellana de primera qualitat en competència amb la de Cozzi. [99] Altres petites fàbriques certificades per la República de Venècia van ser les de l'est d'Itàlia, Angarano i Treviso.
A Nàpols sota el mecenatge del Borbó  Carles III va començar al voltant de 1740 la gran era de la porcellana Capodimonte, també coneguda pel nom del rei «Carles III», i va continuar pel 1771 al nou forn la Vil·la de Portici, construït per Ferran I de les Dues Sicílies, sota el nom de la Reial Fàbrica de Porcellana Ferdinandea, com es mostra a la marca estampada o pintada sobre les peces produïdes. També en el Regne de Sardenya (1720-1861), després dels experiments de Giorgio Giacinto Rossetti (1737) i una producció breu a Vische, va ser gràcies a G.V. Brodel procedent de Torí, amb la protecció de Víctor Amadeu III de Sardenya, que el 1775 es va començar a Vinovo una producció de porcellana fina que es va prolongar fins al 1814.

### Seglexix

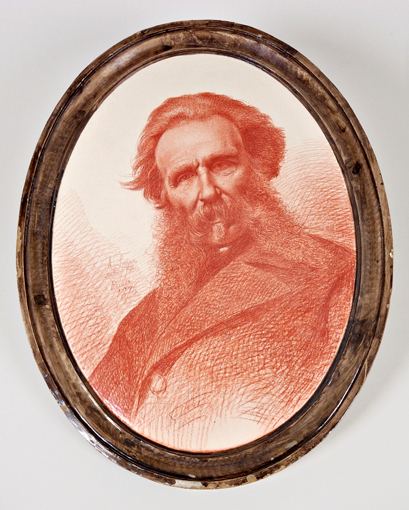
Medalló en terracota vidrada amb l'autoretrat d'Achille Farina. Faenza, Achille Farina, 1876.

Durant la primera meitat del segle xix la majòlica italiana va travessar una fase de decadència lenta i progressiva, amb la recuperació dels models del segle xviii i les seves qualitats estilístiques la va fer tornar als seus moments més populars. Al mateix temps, la pisa va adquirir un paper destacat inspirat en els models de les grans fàbriques del nord d'Europa. Al contrari, a la segona meitat del segle es va produir un renaixement de la producció a propòsit dels moviments pictòrics del realisme i el romanticisme, mentre que un nou impuls va portar el redescobriment dels temes historiats relacionats amb el renaixement i el manierisme.

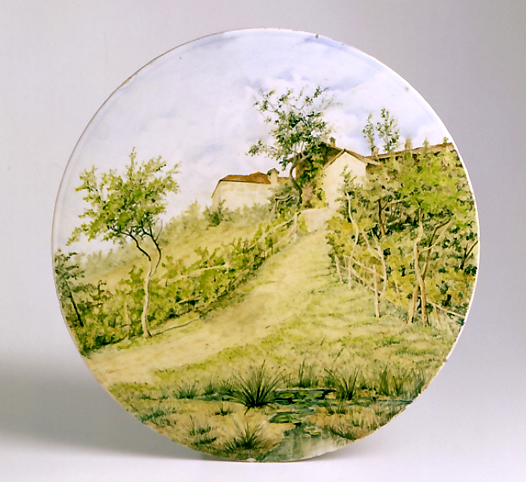
Plat amb decoració paisatgista. Giuseppe Ghinassi, Faenza, últim quart del.

A la Itàlia septentrional, sobretot a Faenza, es va experimentar moments d'intensa industrialització a propòsit de l'efervescència cultural de finals del segle xix, gràcies a personatges com Achille Farina, de qui es mostra en el museu un exemple a l'autoretrat de terracota vidrada.
Per a la reactivació dels models del renaixement i barroc estan presents en la col·lecció del museu, les peces de les fàbriques de Scandiano d'Angelo Minghetti, la Societat Cooperativa d'Imola, la fàbrica Galvani de Pordenone i serveis de taula i objectes de la regió de l'àrea del Vèneto i Llombardia vinculats tant al gust neorococò com al renaixentista.
Al sud d'Itàlia es va continuar amb una producció popular de forma fragmentada en un gran nombre de petites empreses d'artesania. A Campània, es va destacar la fàbrica dels germans Mosca i el Museu Artístic Industrial fundat per Giuseppe Filangeri i els seus col·laboradors Filippo Palizzi i Domenico Morelli. A Abruzzo diversos tallers van treballar la majòlica seguint la tradició de Castelli, en Puglia amb una producció popular i especial enfocament en obres de devoció. A Sicília, es van realitzar obres en majòlica amb una inusual vivacitat de les decoracions dels segles precedents.

## Segle XX a Europa

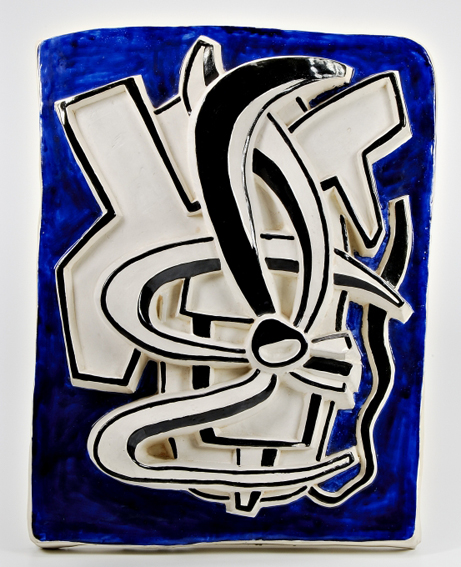
Obra de Fernand Léger

A l'àmplia secció dedicada a la ceràmica europea del segle XX pot admirar-se una gran varietat d'obres, començant amb les de principi del nou segle que eren una expressió dels moviments artístics més importants de l'Art Nouveau, el Jugendstil o la Secessió vienesa.
A la sala d'exposicions es presenten les obres de: Jutta Silka, Josef Hofmann, Auguste Delaherche, Clement Massier, Edmong Lachenal, Theodoros Colenbrander, Vilmos Zsolnay, juntament amb els fabricants de Brouwer, Distel, Fischer, Rozenburg, Bauscher, Villeroy & Boch, Porcellana de Meissen, Nymphenburg, Wahliss i la Manufactura Reial de Copenhaguen. Del període d'Art déco estan presents la Fàbrica Impériale et Royale de la Nemy i la Manufactura de Robj i obres de Kurt Wendler per a Rosenthal.
Després de la guerra, van respondre a la convocatòria per a la reconstrucció del museu, gran part de personatges relacionats amb el món de l'art. Van realitzar i van donar obres en ceràmica Pablo Picasso, Marc Chagall, Fernand Léger, Matisse, per nomenar els més famosos, als quals el museu ha dedicat una gran visibilitat i un lloc d'honor en la seva exposició.
Les donacions van ser un gran èxit a Europa, i a aquest nou impuls es van sumar en els anys 1950 i 1960 també artistes d'art informal que van experimentar a través de la ceràmica les seves inquietuds existencials, en un intent de tornar l'art ceràmic a una dimensió moderna que mai no s'havia investigat fins aleshores. El compromís d'aquests artistes estan ben representats al llarg del museu, és escollir i manipular les dades certes del fer ceràmic, per aconseguir una nova síntesi.

### Segle XX a Itàlia

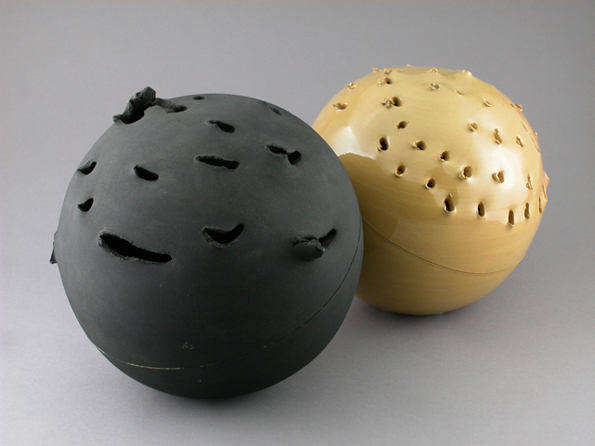
Lucio Fontana, Sfere (concetto spaziale sferico).Terracota amb vernís i terracota amb òxid, 1957.

La característica única de la ceràmica italiana del segle XX apareix a un escenari de la producció mundial, tant per les qualitats formals i estilístiques atentes a les necessitats del món de l'art més contemporani i innovador com per la proliferació de valuosos tallers i forns industrials en tot el país.
Centres de ceràmica antics de gran tradició han ressorgit espontàniament a les poblacions de: Vietri sul Mare, Albissola Marina, Nove, Deruta, Montelupo Fiorentino, Pesaro i Sesto Fiorentino, amb una rica producció d'aspiracions innovadores, alhora que manufactures.
A Itàlia s'assisteix al naixement d'una més petita producció, de vegades amb una vida curta, però continua sent un intèrpret important de l'efervescència artística innovadora.
El museu exhibeix obres significatives d'una llarga llista d'artistes que al segle XX han realitzat la tècnica de la ceràmica i el museu exhibeix obres importants: des de Galileo Chini, Alfredo Biagini, Giosetta Fioroni, Ettore Sottsass, Duilio Cambellotti, Salvatore Fancello, Tullio d'Albissola, Lucio Fontana, a Golia e Fausto Melotti, Alberto Burri, Enrico Baj, Giò Ponti, Nanni Valentini, Antonio Zancanaro, Aligi Sassu, Giuseppe Macedonio i d'altres.

#### Segle XX a Faenza

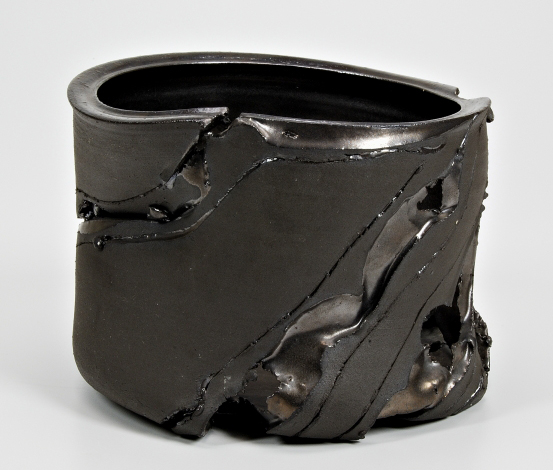
Carlo Zauli, Faenza.

A començaments de segle XX l'ambient dels processos del ceràmics de Faenza va elaborar el nou estil d'Art Nouveau, provinent de França i que va transformar el sistema cultural i polític europeu i italià de finals del segle xix. Faenza, després de l'exposició de l'esdeveniment dedicat a Evangelista Torricelli de 1908, va tornar a la prominència internacional, i això va significar el ressorgiment de l'oblit pel que va passar a la segona meitat del segle xix la manufactura de la ceràmica, amb l'obertura de molts tallers i indústries ceràmiques.
Es va iniciar noves produccions en les fàbriques de Fratelli Minardi i la Fàbrica Riunite Ceramiche, amb la incorporació d'innovacions experimentals sobre vernissos i sobre gres. El 1928 va iniciar l'activitat la Bottega d'Art Ceramica de Riccardo Gatti, seguit, uns anys més tard, per Mario Ortolani, Mario Morelli, Angelo Biancini i Domenico Matteucci.
Després de la Segona Guerra Mundial sorgeix l'obra de Carlo Zauli, guanyador del Premi Faenza el 1953, el 1958 i el 1962, un dels intèrprets d'aplicacions innovadores a la ceràmica contemporània, que ha obtingut nombrosos reconeixements a més a més d'Itàlia a l'estranger. Els resultats de la més avançada producció d'obres d'art de la ceràmica del segle xx, dels quals el Museu amb el Concurs Internacional, ha estat i continua sent promotor, s'exposen en una secció del museu.

## El Pròxim Orient, Mediterrani i ceràmica clàssica
L'apartat del Pròxim Orient, consta d'una selecció exemplar de la importància del valor històric, amb la documentació de la transició des del Neolític a l'edat del ferro a la part que és entre el Tigris i l'Eufrates, va ser un dels bressols del «camí de l'home cap a la civilització»; a les vitrines estan presents troballes d'Anatòlia, l'Iran, i l'època aquemènida.
La ceràmiques clàssiques, ofereix una representació de la cultura al Mediterrani des de l'edat de bronze fins a l'època hel·lenística en un corpus ben ordenat i integral educatiu, del que conformaven els materials, tècniques, dissenys i centres de producció d'origen.

## Ceràmica islàmica i precolombina

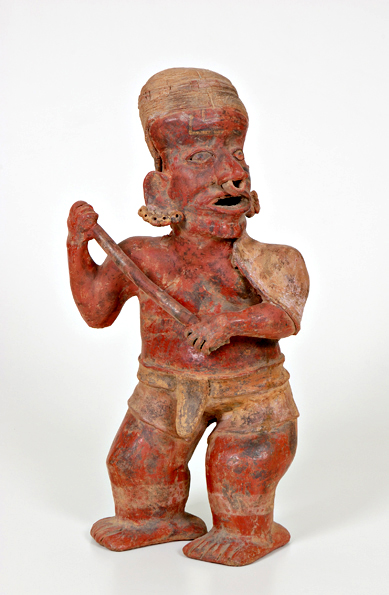
Figura del Guerrer amb bastó. Mèxic occidental, Nayarit meridional, -.

La secció ofereix una visió de l'art de la ceràmica des de l'orient islàmic Samànida, amb les seves precioses engalbes, des dels primers reflexos metàl·lics de l'època selyúcida, fins a passar al vernís vítric otomà d'Iznik i a la pisa daurada de l'època almoràvit i almohade de la península Ibèrica, que tant van influir a la cultura ceràmica italiana de l'edat medieval. Segueix un ampli conjunt de fragments que complementen el repertori tipològic de la ceràmica islàmica al Pròxim Orient, des dels seus inicis fins als últims temps.
El museu té sis vitrines dedicades a l'art precolombí destaquen les notables qualitats estilístiques i formals assolides per les cultures del Perú i de Mesoamèrica «seixanta cultures arqueològiques» de referència, completen aquesta secció, el repertori relacionat amb les cultures del Carib, amazònica, andina meridional i de les pampes. És un bon exemple el Guerrer amb bastó que probablement representa el «ús votiu per a les libacions o per aspersions».